# Notothlaspi
Notothlaspi é um género botânico pertencente à família Brassicaceae.